# چیلیان‌والا
چیلیان‌والا (به انگلیسی: Chillianwala) یک منطقهٔ مسکونی در پاکستان است که در پنجاب واقع شده‌است. چیلیان‌والا ۱۵ کیلومتر مربع مساحت و ۱۵٬۰۰۰ نفر جمعیت دارد و ۲۱۸ متر بالاتر از سطح دریا واقع شده‌است.